# Kuršių nerijos pajūris
Kuršių nerijos pajūris este o arie protejată (arie de protecție specială avifaunistică — SPA) din Lituania întinsă pe o suprafață de 31.959,35 ha, integral marine.

## Localizare
Centrul sitului Kuršių nerijos pajūris este situat la coordonatele 55°25′02″N 20°53′45″E / 55.4172°N 20.8958°E.

## Înființare
Situl Kuršių nerijos pajūris a fost declarat arie de protecție specială avifaunistică în mai 2013 pentru a proteja 3 specii de animale.

## Biodiversitate
Situată în ecoregiunea marină baltică, aria protejată nu include niciun habitat protejat.
La baza desemnării sitului se află mai multe specii protejate de  păsări (3): alca (Alca torda), pescăruș mic (Larus minutus), rață catifelată (Melanitta fusca).